# سلالة تشينغ الحاكمة
مملكة تشينغ، وتعرف أيضًا باسم إمبراطورية تشينغ العظيمة أو تشينغ العظيمة، كانت آخر ممالك الصين، التي حكمت من 1644 وحتى 1912 مع محاولة استعادة فاشلة وقصيرة للحكم عام 1917. وكانت قد سبقتها في الحكم أسرة مينغ وجاء بعدها جمهورية الصين.
تأسّست المملكة على يد عشيرة آيسين جيورو جورتشين في شمال شرق الصين حاليًا. بدأ زعيم آيسين جيورو، نورهس، الذي كان في الأصل تابعًا لأباطرة مينغ في توحيد عشائر جورتشين في نهايات القرن السادس عشر. وبحلول عام 1635، ادعى ابن نورهس هونج تاي تشي أنهم يكونون شعب مانشو واحدًا وموحدًا وبدأ في إجبار مينج على الخروج من لياونينغ في جنوب منشوريا. وفي عام 1644، حوصرت عاصمة مينج بكين في ثورة الفلاحين بقيادة لي زيتشنج، وهو أحد المسؤولين السابقين في مملكة مينج والذي أصبح فيما بعد قائدًا لثورة الفلاحين، ثم ادعى فيما بعد أحقيته في مملكة شن. أما عن آخر حكام مينج الإمبراطور شونجزن، فقد أقدم على الانتحار عندما سقطت المدينة. وعندما تحرك لي زيتشنج ضد جنرال مينج وو سانغيو، أقام الأخير تحالفًا مع المانشو وفتح ممر شان هاي أمام الجيش المنشوري. وفي ظل حكم الأمير دورجون، أحكموا سيطرتهم على بكين وقضوا على مملكة شن قصيرة الأمد للي زيتشنج. وبحلول عام 1683، كان قد تم التوصل لتهدئة كاملة في الصين في ظل حكم الإمبراطور كانغ شي.
وفي عهده، أصبحت مملكة تشين متكاملة للغاية مع الثقافة الصينية. استمرت الفحوصات الإمبراطورية وأدار موظفو الخدمة المدنية الإمبراطورية مع المانشو. بلغت تشينج أوجها في عهد الإمبراطور تشيان لونغ في القرن الثامن عشر، حيث توسعت متجاوزة الحدود الأمامية والخلفية للصين. تمثل الفساد الإمبراطوري في الوزير خو شين وسلسلة من الثورات، والكوارث الطبيعية، والهزائم في الحروب ضد القوى الأوروبية التي أضعفت تشينج خلال القرن التاسع عشر. «قدمت المعاهدات غير المتكافئة» الخروج عن التشريع الوطني وأزالت مناطق ضخمة من منافذ المعاهدات من السيادة الصينية. وقامت الحكومة بعدة محاولات للتحديث خلال حركة التقوية الذاتية في نهايات القرن التاسع عشر والتي أسفرت عن عدة نتائج دائمة. ومثلت خسارة الحرب اليابانية الصينية الأولى للفترة 1894–1895 نقطة تحول لحكومة تشينغ وأظهرت النتائج أن هذا الإصلاح قد ترك أثرًا في تطوير اليابان بشكل كبير منذ استعراش مييجي عام 1867، خاصة عند مقارنتها حركة التقوية الذاتية في الصين.

## نبذة تاريخية

### تشكيل دولة المانشو
شكلت سلالة تشينغ أغلبية سكان الصين لكنها لم تؤسس سلالة هان الصينية بل من أسسها شعب المانشو، وهم أحفاد الفلاحين الذين عملوا بالزراعة المستقرة المعروفين باسم الجورشن، وهم شعب تونغوسي عاش في جميع أنحاء المنطقة التي تضم الآن مقاطعتي جيلين وهيلونغجيانغ الصينتين. يُصنف المانشو أحيانًا على أنهم شعب من الرحل، وهم ليسوا كذلك.

### نورهس
ما كان ليصبح دولة مانشو أسسها نورهس، زعيم قبيلة جورشن الصغيرة -آيشن جيورو- في جينشو في أوائل القرن السابع عشر. ربما قضى نورهس بعض الوقت مع أسرة صينية في شبابه، وأصبح يجيد اللغة الصينية وكذلك المغولية، وقرأ روايتين صينيتين «رومانسية الممالك الثلاث، وحافة الماء». كان نورهس في الأصل تابعًا لأباطرة مينغ، وشرع في عداوة بين القبائل في عام 1582، والتي تصاعدت إلى حملة لتوحيد القبائل المجاورة. بحلول عام 1616 جمع في جينشو جمعًا كافيًا ليتمكن من إعلان نفسه خان من جين العظيم في إشارة إلى سلالة جورشن السابقة.
بعد ذلك بعامين، أعلن نورهس «المظالم السبعة» وتنازل علانية عن سيادة مينغ من أجل استكمال توحيد قبائل الجورشن التي كانت ما تزال متحالفة مع إمبراطور مينغ. بعد سلسلة من المعارك الناجحة، نقل عاصمته من هيتو ألا إلى مدن مينغ الأكبر حجمًا التي استولى عليها على التوالي في لياودونغ: أولًا لياويانغ في عام 1621، ثم شنيانغ (مانشو: موكدين) في عام 1625.
عندما أعاد نورهس تنظيم الجورشن إلى ثماني رايات، أنشئت العديد من عشائر المانشو بشكل مصطنع إذ أسست مجموعة من الأشخاص التي ليس لها صلة بالمانشو عشيرة مانشو جديدة باستخدام اسم الأصل الجغرافي مثل الاسم الجغرافي لهالا (اسم العشيرة). أدت المخالفات المتعلقة بأصل عشيرة جورشن ومانشو إلى قيام تشينغ بتوثيق وتنظيم إنشاء التواريخ لعشائر المانشو، بما في ذلك تصنيع أسطورة كاملة حول أصل عشيرة آيشن جيورو من خلال أخذ الأساطير من الشمال الشرقي.
تمكن نورهس من الحصول على مزيد من الموارد بسبب نقل بلاطه من جينشو إلى لياودونغ؛ وهذا كان سببًا أيضًا في اتصاله الوثيق بمقاطعات خورشين المغولية في سهول منغوليا. على الرغم من أن الأمة المغولية التي كانت موحدة ذات يوم كانت قد تجزأت منذ وقت طويل إلى قبائل فردية وعدائية، فإن هذه القبائل كانت ما تزال تشكل تهديدًا أمنيًا خطيرًا لحدود مينغ. سعت سياسة نورهس إلى الصداقة والتعاون مع الخورشين ضد المينغ، وتأمين حدوده الغربية من عدو محتمل قوي.
علاوة على ذلك، أثبت الخورشين أنهم حلفاء مفيدون في الحرب، إذ أعطوا الجورشن خبرتهم باعتبارهم رماة سلاح الفرسان. لضمان هذا التحالف الجديد، بدأ نورهس سياسة التزاوج بين نبلاء الجورشن والخورشين، في حين قوبل أولئك الذين قاوموا بعمل عسكري. هذا مثال نموذجي لمبادرات نورهس التي أصبحت في النهاية سياسة حكومة تشينغ الرسمية. خلال معظم فترة تشينغ، قدم المغول مساعدة عسكرية إلى المانشو.
تتضمن بعض المساهمات المهمة الأخرى التي قدمها نورهس طلب إنشاء نص مكتوب بالمانشوية، بناءً على النص المغولي، بعد نسيان نص جورشن الأقدم (الذي كان مشتقًا من الخيتان والصينية). أنشأ نورهس أيضًا النظام الإداري المدني والعسكري الذي تطور في النهاية إلى ثماني رايات، وأنشأ العنصر المحدد لهوية المانشو والأساس لتحويل قبائل الجورشن غير المتماسكة إلى أمة واحدة.
كان هناك عدد قليل جدًا من المانشو الإثنية لغزو الصين الأصلية، لذلك اكتسبوا القوة من خلال هزيمة المغول واستيعابهم. والأهم من ذلك، أضافوا هان الصينية إلى الرايات الثمانية. كان على المانشو إنشاء «جيو هان جون» بالكامل (جيش هان القديم) نظرًا للعدد الهائل من جنود الهان الصينيين الذين جرى استيعابهم في الرايات الثمانية من خلال الأَسر والانشقاق. كانت مدفعية مينغ مسؤولة عن العديد من الانتصارات ضد المانشو، لذلك أنشأ المانشو فيلق مدفعي مكون من جنود الهان الصينيين في عام 1641، وأدى تضخم أعداد الهان الصينية في الرايات الثمانية في عام 1642 إلى إنشاء رايات هان الثمانية. غزت جيوش مينغ هان الصينية المنشقة جنوب الصين من أجل تشينغ.
لعب الصينيون الهان دورًا كبيرًا في غزو تشينغ للصين. غالبًا ما تزوج جنرالات الهان الصينيون الذين انشقوا إلى المانشو نساء من عائلة إمبراطورية آيشن جيورو بينما مُنح الجنود العاديون الذين استسلموا غالبًا نساء مانشو غير الملكيات كزوجات. تزوجت نساء جورشن (المانشو) من الصينين الهان في لياودونغ. تزوجت أميرات مانشو آيشن جيورو أيضًا من أبناء المسؤولين الصينيين الهان.

#### هونغ تاي تشي
انتهت سلسلة النجاحات العسكرية التي حققها نورهس في يناير 1626 عندما هزمه يوان تشونغهوان أثناء محاصرة نينغيوان. توفي بعد بضعة أشهر وخلفه ابنه الثامن، هونغ تاي تشي، الذي ظهر بصفته خانُا جديدًا بعد صراع سياسي قصير بين المتنافسين الآخرين. على الرغم من أن هونغ تاي تشي كان قائدًا متمرسًا وقائدًا لرايتين في وقت خلافته، لكن فترة حكمه لم تبدأ جيدًا على الجبهة العسكرية. هُزم الجورشن مرةً أخرى في عام 1627 على يد يوان تشونغهوان. كانت هذه الهزيمة أيضًا بسبب المدافع البرتغالية التي حصل عليها المينغ حديثًا.
لتصحيح التفاوت التكنولوجي والعددي، أنشأ هونغ تاي تشي فيلق المدفعية الخاص به في عام 1634، تألف أوجين كوها (الجيش المدرع) من قوات الهان التي صُممت مدافعها الخاصة على الطراز الأوروبي بمساعدة علماء المعادن الصينيين. كان من بين الأحداث المهمة التي شهدها عهد هونغ تاي تشي هو التبني الرسمي لاسم «المانشو» لشعب جورشن الموحد في نوفمبر 1635. في عام 1635 دُمج المغول حلفاء المانشو بالكامل في تسلسل هرمي منفصل للراية تحت قيادة المانشو المباشرة. غزا هونغ تاي تشي المنطقة الواقعة شمال ممر شانهاي التابعة لسلالة مينغ وليغدان خان في منغوليا الداخلية. في أبريل 1636 عقد النبلاء المنغوليون في منغوليا الداخلية، ونبلاء المانشو، وهان الماندرين كورولتايًا (مجلسًا سياسيًا وعسكريًا) في شنيانغ، وأوصوا بالخان جين من السلالة المتأخرة ليكون إمبراطور إمبراطورية تشينغ العظمى. خصص النبلاء أحد أختام اليشم من أسرة يوان للإمبراطور (بوغد سيتسين خان). عندما قُدم الختم الإمبراطوري لسلالة يوان بعد هزيمة آخر خاقان من المغول، أعاد هونغ تاي تشي تسمية دولته من «جين العظيم» إلى «تشينغ العظيمة» ورفع موقعه من خان إلى إمبراطور، ما يشير إلى طموحات إمبراطورية تتجاوز توحيد أراضي المانشو. ثم شرع هونغ تاي تشي في غزو كوريا مرة أخرى في عام 1636.
جرى تغيير الاسم من جورشن إلى مانشو لإخفاء حقيقة أن أسلاف المانشو، الجينشو جورشن، حكمهم الصينيون. أخفت أسرة تشينغ بعناية الطبعات الأصلية لكتاب «تشينغ تايزو وو هوانغدي شيلو» و «مانتشو شيلو تو» (تايزو شيلو تو) في قصر تشينغ، ومُنعت من العرض العام لأنها أظهرت أن عائلة مانشو آيشن جيورو كانت خاضعة لحكم سلالة مينغ واتبعت العديد من عادات المانشو التي بدت «غير حضارية» للمراقبين اللاحقين. استبعدت أسرة تشينغ أيضًا بشكل متعمد المراجع والمعلومات التي أظهرت أن الجورشن (المانشو) تابعون لسلالة مينغ، من تاريخ مينغ لإخفاء خضوعهم السابق للمينغ. بسبب هذه لم تُستخدم السجلات الحقيقية خلال حكم مينغ باعتبارها مصدر معلومات للجورشن.